# Amina Azimi
Amina Azimi (Afganistán, década de 1980) es una activista afgana, defensora de los derechos de las mujeres discapacitadas. En 2012 ganó el Premio N-Peace.

## Trayectoria
Nacida en Afganistán en la década de 1980, Azimi perdió su pierna derecha a los 11 años al ser su casa alcanzada por una granada durante la Guerra Civil afgana. Su lesión hizo ue perteneciera al gran grupo de afganos discapacitados en un país que tiene uno de los porcentajes más altos de personas discapacitadas en el mundo. Como persona discapacitada, Azimi tuvo problemas para regresar a la escuela y posteriormente se enfrentó a la discriminación laboral cuando buscó empleo. Azimi se convirtió en defensora de los derechos de las mujeres discapacitadas de Afganistán.
En 2007 fundó el Comité de Defensa de las Mujeres con Discapacidad (WAAC). Creó la organización Empowering Women with Disabilities (EWD) en 2011.
Azimi abogó por la eliminación de la discriminación contra los supervivientes de las minas terrestres al trabajar como presentadora y periodista en un programa de radio llamado Qahir-e-Qahraman. El programa recibió inicialmente el apoyo del Programa Nacional de Acción sobre Discapacidad del PNUD,después el del Centro de Acción contra las Minas de las Naciones Unidas para Afganistán e Internews. Después trabajó para la Organización de Sobrevivientes de Minas Terrestres de Afganistán (ALSO).

## Reconocimientos
En 2012, Azimi recibió el premio N-Peace como Defensor Emergente de la Paz.